# Halcombe
Halcombe est une petite localité de la région de Manawatu-Wanganui située dans l'Île du Nord de la Nouvelle-Zélande.

## Situation
Elle est localisée à 10 km au nord-ouest de la ville de Feilding et à 4 km à l'est du fleuve Rangitikei.

## Démographie
Sa population était de 534 habitants lors du recensement de 2013, en augmentation de 102 personnes soit 23,6 pour cent, depuis le recensement de 2006. La ville d'Halcombe représente 1,9 pour cent de la population du District de Manawatu .

## Géographie
Halcombe est située dans un pays de collines situé à la Nouvelle-Zélande. Le centre du village est relativement encaissé dans un petit ravin entouré de collines élevées à l'ouest et de petites collines à l'est. La zone de Halcombe profite d'un climat tempéré, identique à celui de la région du District de Manawatu. 

## Accès
La ligne de Chemin de Fer de la ligne principale de l'île du Nord (en) traverse la ville de Halcombe. Il y avait une gare au centre du village, qui n'est toutefois plus en activité. Cette ligne était autrefois, une jonction principale du chemin de fer de l'île du nord. Une instabilité des rives sur le fleuve  Rangitikei arrêta d'autres développements ultérieurs. Les développements furent transférés sur la ville de Palmerston North.

## Histoire et culture

### Colonisation européenne
Arthur Halcombe (en), qui vivait proche de la ville de Feilding  donna son nom à ce village. La localité de 'Stanway' à proximité fut nommée ainsi en l'honneur de sa femme, Edith Stanway Halcombe (en) (née Swainson).
Le village de Halcombe fut organisé par l'agent de l'immigration. Halcombe fut pressentie pour être le centre principal du secteur de Manawatu. Il en résulte, qu'un certain nombre de fermes autour d'Halcombe ont une route d'accès virtuelle.

### Marae
Le Tokorangi Marae local et la maison de rencontre Te Tikanga sont affiliés avec le hapū  des Ngāti Tūwharetoa (en) de Ngāti Waewae,.
Le secteur a aussi trois marae des Ngāti Raukawa (en) nommés:
- Te Hiiri o Mahuta Marae et la maison de rencontre de Te Hiiri o Mahuta, qui sont  affiliés avec les Ngāti Matakore et les Ngāti Rangatahi.
- Poupatatē Marae et la maison de rencontre nommée  Poupatatē, qui sont affiliés avec les Ngāti Pikiahuwaewae.
- Taumata o Te Rā Marae et la maison de rencontre Manomano, qui sont affiliés avec Ngāti Manomano[3],[4].

Il y a un taxidermiste mais le bâtiment est en état de délabrement dans la zone centrale nommée : ‘ Zentveld Taxidermy ’.

## Installations
Les équipements de cette localité sont relativement succincts : une école primaire allant de l'année 1 à 8 avec un effectif moyen de 120 élèves, une laiterie, un pub, un bâtiment public, deux courts de tennis, une aire de jeux, des toilettes publiques et un terrain de rugby. Le pub est apparu brièvement sur une publicité télé pour une bière en 1990. Un cirque ambulant suffisamment important pour posséder son propre éléphant s'est installé autrefois sur le terrain de rugby de Halcombe.

## Points d'intérêt

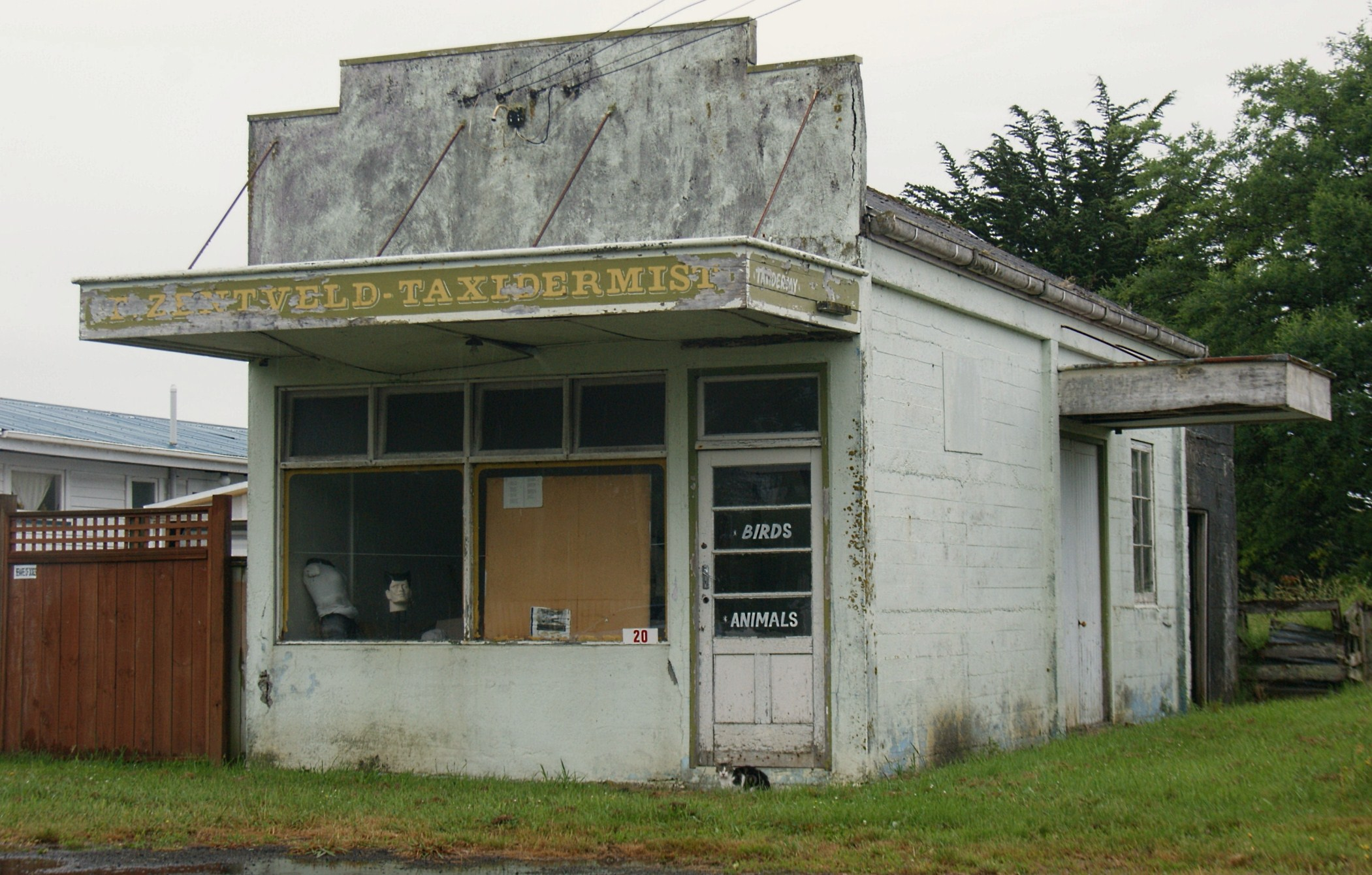
L'iconique Zentveld bâtiment de Taxidermie dans la ville de Halcombe

On trouve également un mémorial de guerre au centre du village.

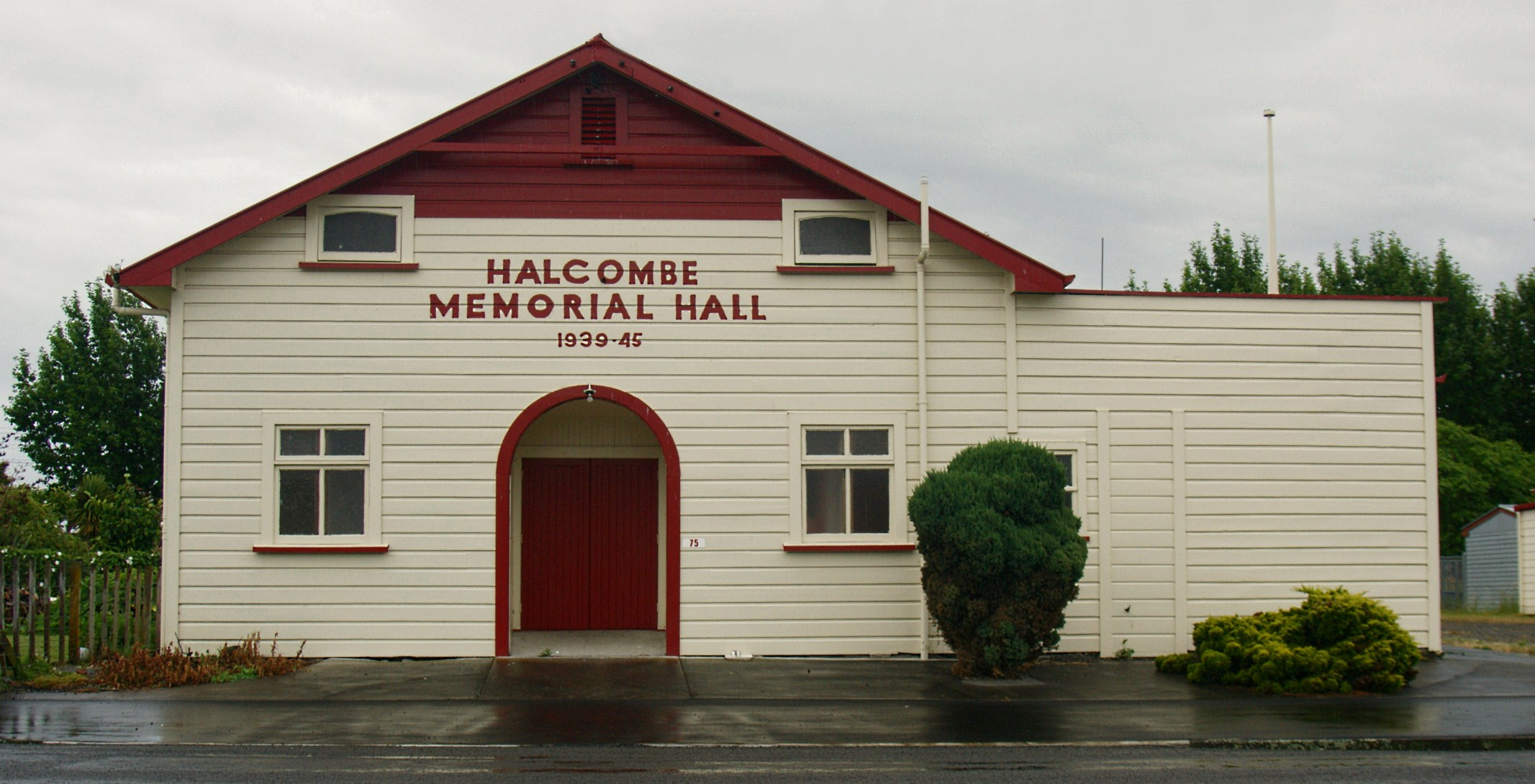
Mémorial Hall de Halcombe

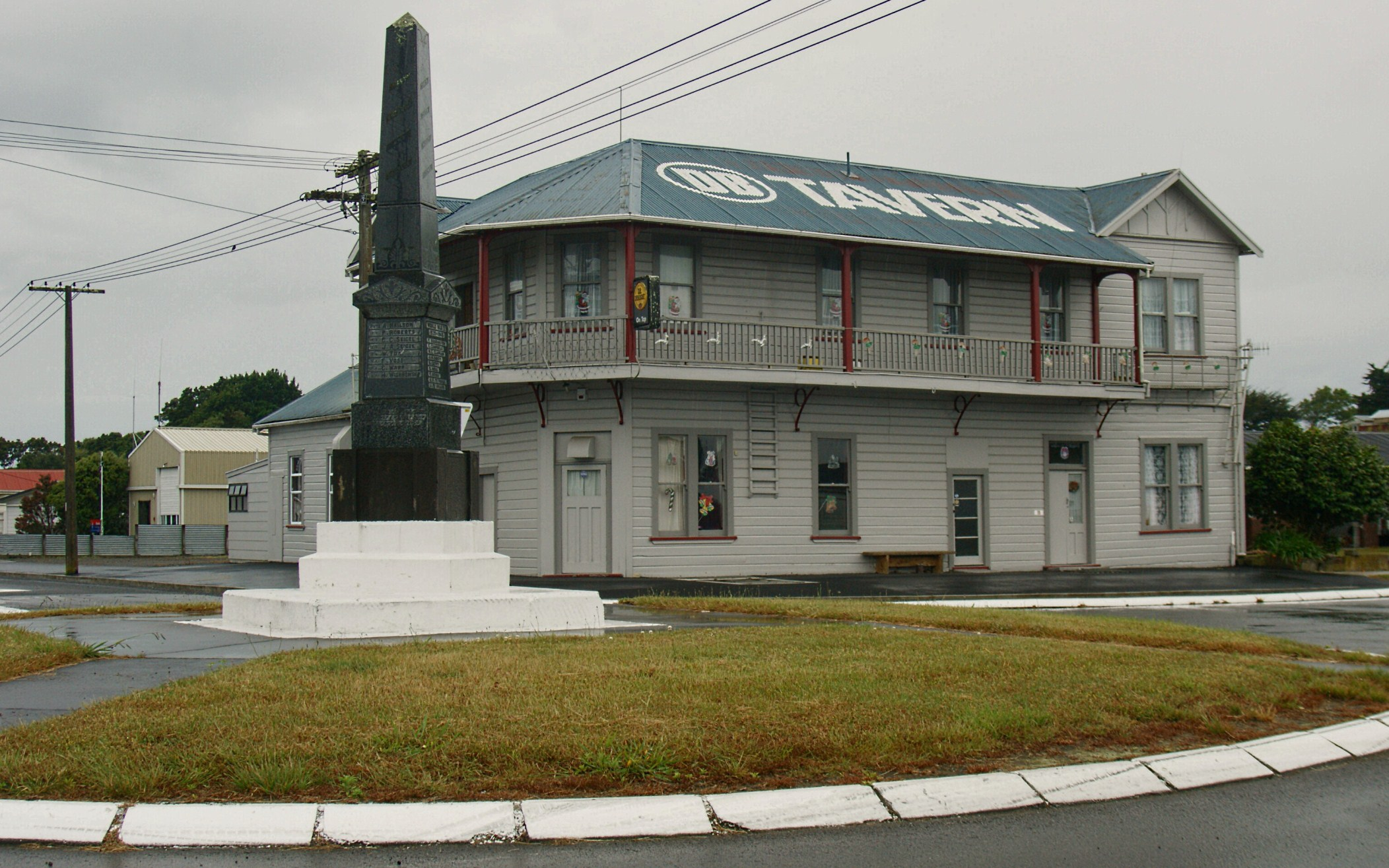
Mémorial de la guerre d' Halcombe' et "the local"

## Sport
Halcombe a son propre ' Rugby Football Club ' avec des locaux dans 'Willoughby Street'.

## Personnalités Notables
- Kerri Gowler, International d'aviron de la Nouvelle-Zélande[6].
- Jackie Gowler, Junior d'aviron de la Nouvelle-Zélande[6].

### Liens Externes
- Halcombe War Memorial
- Early Picture of Halcombe
- Halcombe School